# Autumn Leaves

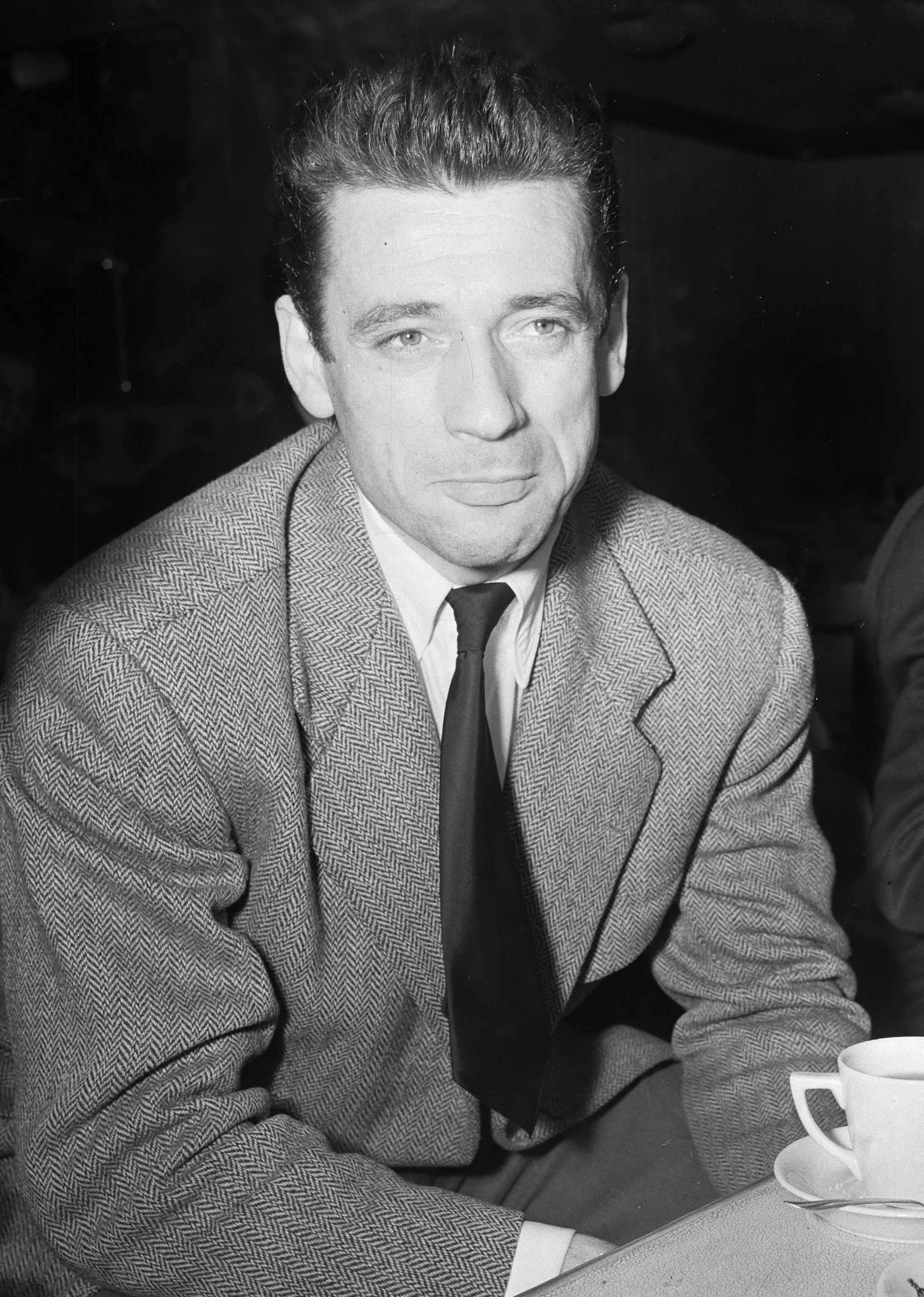
Yves Montand (1952)

Autumn Leaves ist der englische Titel des von Johnny Mercer aus dem Französischen übertragenen Chansons Les Feuilles mortes, das 1945 von Joseph Kosma auf ein bestehendes Gedicht von Jacques Prévert (1900–1977) komponiert wurde. Es wurde zunächst geschaffen, um von Yves Montand in Marcel Carnés Film Pforten der Nacht (Les Portes de la nuit, 1946) vorgetragen zu werden, entwickelte aber ein Eigenleben als Chanson. Später wurde es in der englischen Version ein Nummer-eins-Hit und ein Jazzstandard.

## Aufbau und Thema des Liedes
Das Chanson ist in der Liedform A-A-B-C gehalten und umfasst 32 Takte. Es hat eine Moll-Charakteristik, findet aber im B-Teil kurz zu einer Dur-Parallele. Die Melodie des B-Teils erinnert an den sowjetischen Marsch Weiße Armee, schwarzer Baron („Белая армия, чёрный барон“, 1920) (der vermutlich 1927 als Lied Die Arbeiter von Wien bei der sogenannten Julirevolte gesungen wurde).
In den einleitenden Versen werden die abgestorbenen Laubblätter des Herbstes beschrieben und rufen die Erinnerung an eine alte Liebesgeschichte hervor, die Gegenstand des Chorus ist. Zwei Menschen liebten sich und lebten zusammen, doch trenne das Leben die, die sich lieben, leise und ohne Lärm; das Meer verwische im Sand die Spuren der getrennten Liebenden.

## Chanson-Interpretationen
Eine erste Einspielung auf Platte nahm Cora Vaucaire auf; kurz darauf spielte Marianne Oswald eine Fassung ein, die teilweise in Deutsch gehalten war. Der erste Sänger, der das Chanson interpretierte, war 1947 Jacques Douai. Édith Piaf nahm das Stück 1950 in ihr Repertoire auf. Weitere Interpretationen folgten unter anderem von Bernard Lavilliers, Juliette Gréco, Dalida, Shiina Ringo, In-Grid, Charles Aznavour, Richard Anthony, Andrea Bocelli, Eduardo Darnauchans, Marcel Mouloudji, Serge Gainsbourg, Françoise Hardy und Iggy Pop. Der Liedermacher Wolf Biermann übertrug das Lied ins Deutsche (Welke Blätter, erschienen 1985). Auch Hannes Wader singt seit 2008 auf seinen Tourneen eine deutsche Version des Liedes, ebenfalls mit dem Titel Welke Blätter, veröffentlicht auf dem Album Nah dran (2012). Auf ihrem Album Die Schallplatte – nied opleggt singt Ina Müller eine plattdeutsche Version mit dem Titel Schnee fallt bald.

## Wirkungsgeschichte der englischen Version

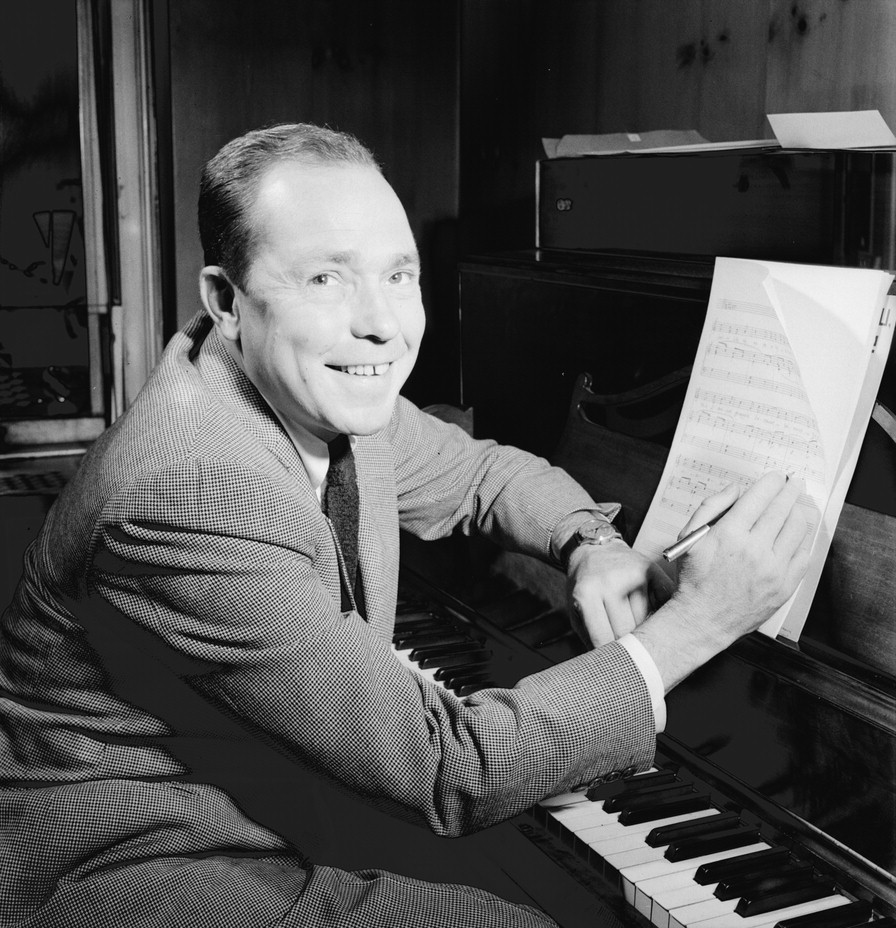
Johnny Mercer (circa 1947)

Im Jahr 1949 übertrug Johnny Mercer den Text des Liedes ins Englische, veränderte aber dabei Inhalt, indem die Sehnsucht eines soeben Verlassenen geschildert wurde, der sich angesichts des Herbstlaubs an das Liebesglück des Sommers erinnert. Jo Stafford nahm es zuerst auf Schallplatte auf, für das von Mercer gegründete Label Capitol Records. Coverversionen folgten von Bing Crosby, Édith Piaf (in amerikanischen Konzerten sang sie beide Versionen) und Jo Staffords Gatten Paul Weston. Dennoch blieb zunächst eine große Aufmerksamkeit für den Song aus.
1955 nahm Pianist Roger Williams, der auch für seine Instrumentalhits Near You (1958) und Born Free (1966) bekannt ist, seine Version auf, die sich zum Nummer-eins-Hit und Millionenerfolg entwickelte und mehr als sechs Monate in den Charts blieb. Anschließend kamen weitere Versionen von Steve Allen, Mitch Miller, den Ray Charles Singers, Jackie Gleason und von Victor Young hinzu, die an den Erfolg anzuschließen versuchten. Später folgten Versionen von Doris Day, Patricia Kaas, Marlene Dietrich, Eva Cassidy, Frank Sinatra, Barbra Streisand, Jessye Norman, Eric Clapton und Bob Dylan.

### Jazzstandard
Bereits in den frühen 1950er Jahren entstand eine erste Jazzinterpretation durch Artie Shaw; Mitte des Jahrzehnts folgten Erroll Garner und Oscar Peterson. Erst durch die Interpretation von Cannonball Adderley (1958 auf seinem Album Somethin’ Else) mit Miles Davis als Sideman, der „mit seinem legendären melancholischen Sound und seinen bedächtig gewählten, einsam verhangenen Tönen genau den Nerv des Songs trifft“, wurde aber das Potenzial des Songs als Jazztitel deutlich. 1959 spielte Bill Evans das Stück auf seinem Album Portrait in Jazz erstmals ein (der Song wurde mehrfach von ihm aufgenommen).
In der Folge wurde Autumn Leaves zu einem beliebten Standard und in den unterschiedlichsten Tempi aufgeführt. Das Stück erlebte nicht nur zahlreiche vokale Interpretationen, zum Beispiel von Mel Tormé, Dee Dee Bridgewater, Tony Bennett, Diana Krall, Bobby McFerrin und (unter Verzicht auf den Text) Sarah Vaughan; zuletzt Götz Alsmann auf seinem 2011er Album Paris unter dem Titel Der Schleier fiel. Auch Instrumentalisten wie Chet Baker, Al Cohn/Zoot Sims, Keith Jarrett, Jeremy Steig/Eddie Gomez, Paul Desmond, Stanley Jordan und Johnny Griffin interpretierten den Song immer wieder aufs Neue.

## Filmographie
Das Lied ist in den folgenden Filmen zu hören:
- Les Portes de la nuit (1946, Yves Montand)
- Parigi è sempre Parigi (1951, Yves Montand)
- Autumn Leaves (1956, Nat King Cole)
- Hey Boy! Hey Girl! (1959, Keely Smith)
- Addicted to Love (1997, Stéphane Grappelli)
- Midnight in the Garden of Good and Evil (1997, Paula Cole)
- The Whole Nine Yards (2000, Stephanie Biddle)
- Die Treue der Frauen (2000)
- Sidewalks of New York (2001, Stan Getz)
- Das bessere Leben (Elles) (2011)
- My Week with Marilyn (2011, Simon Curtis)
- Tatort: Vier Jahre (2022, es sind Versionen des Lieds von Bob Dylan, Nat King Cole, Eva Cassidy, Cannonball Adderley und Frank Sinatra zu hören)[4]
- Fallende Blätter (2023, Aki Kaurismäki)